# Ђула Биро
Ђула Биро (мађ. Bíró Gyula) је био мађарски фудбалер, олимпијац и менаџер јеврејског порекла. Као део Мађарске репрезентације, играо је на Олимпијским играма 1912.

## Играчка каријера

### Клуб
Биро је започео своју фудбалску каријеру у МТК Хунгариа ФК, са једва 15 година када је дебитовао у првом тиму у првенству 1905. године. Првобитно је био голман пре него што је постао везни, али је касније играо и као нападач. Остао је веран свом клубу до краја каријере, поставши троструки шампион и троструки освајач купа. Повукао се из фудбала са 26 година након што је постигао 17 голова у 135 утакмица у Мађарској лиги.

### Репрезентација
Биро је дебитовао за Мађарску репрезентацију на утакмици против репрезентације Бохемије 7. октобра 1906. године, са 16 година и 162 дана, чиме је постао други најмлађи играч репрезентације, тек после Јожефа Хорвата (15 година и 187 дана). У својих 36 утакмица са националним тимом, Биро је постигао три гола, укључујући свој први гол 2. маја 1909, са 19 година, како би помогао својој екипи да победи Аустрију резултатом 4–3.

## Тренерска каријера
Биро је започео своју тренерску каријеру у 1. ФК Нирнберг 1920. године, пре него што се преселио у Пољску 1923. године, где је тренирао Хасмонеа Лвов. Следеће године преузео је репрезентацију Пољске на Олимпијским играма 1924, где су елиминисани у првом колу од Мађарске. Од јуна 1924. до новембра 1925. био је тренер Варте Познањ. Касније се вратио у Немачку као тренер ФК Сарбрикена током сезоне 1926–27.
Биро је тренирао ФК Баја Маре у Румунији 1930-их, а касније Атлетико Марте у Мексику. Због свог јеврејског порекла, Биро је напустио Европу пре почетка Другог светског рата и отишао у Мексико.
Радио је и као инжењер у местима где је живео, а умро је у 71. години у Мексику.